# Villar de Fallaves
Villar de Fallaves – gmina w Hiszpanii, w prowincji Zamora, w Kastylii i León, o powierzchni 20,92 km². W 2011 roku gmina liczyła 62 mieszkańców.